# Marcello Nitsche
Marcello Nitsche (São Paulo, 1942 - São Paulo, 2017) foi um pintor, artista intermídia, escultor, desenhista, gravador e professor brasileiro.

## Biografia

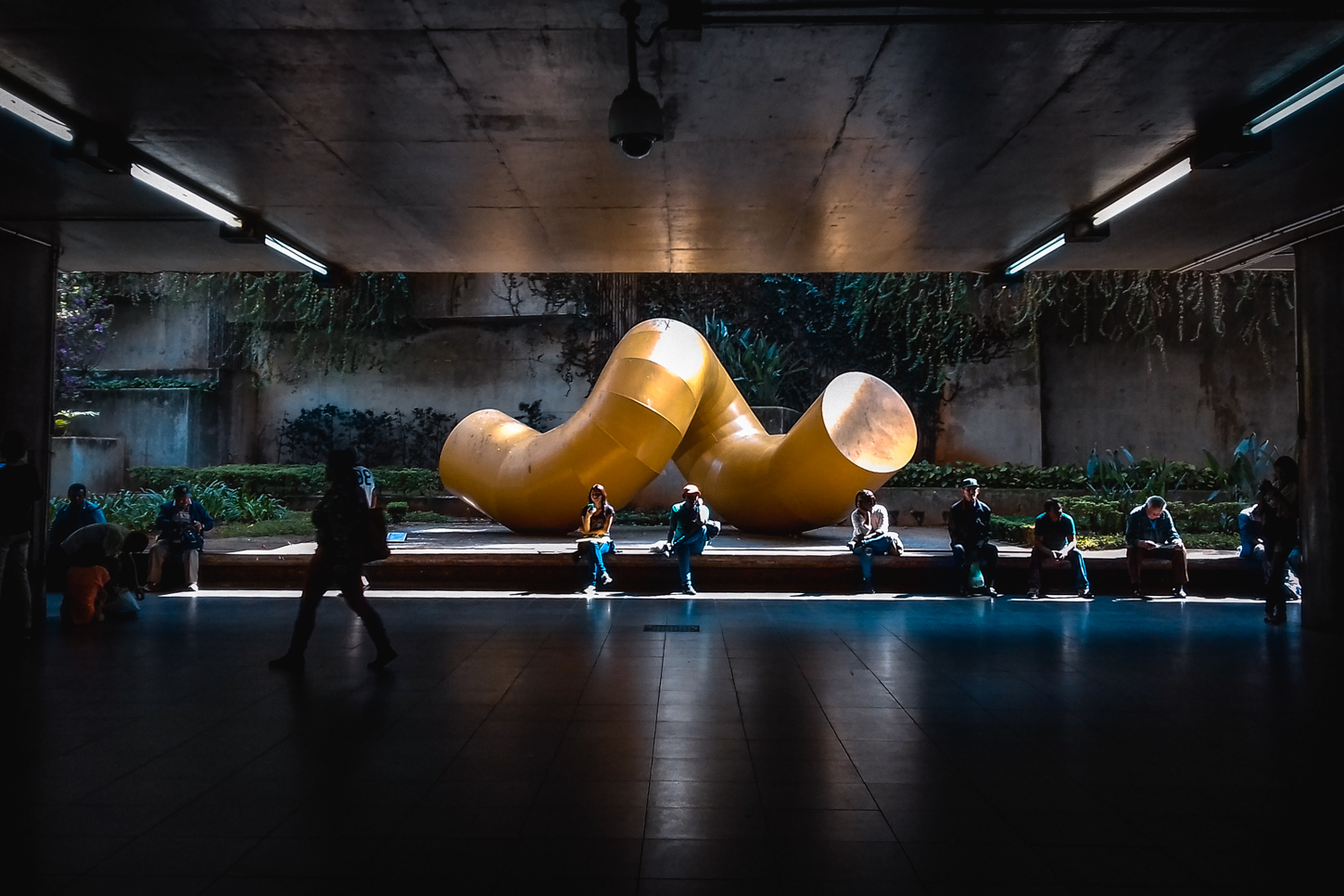
Garatuja (1978), exposta na entrada da Estação Sé.

Filho de pai pintor de móveis e mãe decoradora de móveis, ambos nascidos na Alemanha, cursou a Escola Profissional Getúlio Vargas, que preparava pintores profissionais. Em 1966 iniciou um curso para formação de professores de desenho na Fundação Armando Álvares Penteado (FAAP).
Graduado em Artes Plásticas pela Fundação Armando Álvares Penteado (Faap), em São Paulo, onde concluiu a licenciatura em desenho, em 1969, recebeu, no mesmo ano, o prêmio da Prefeitura do Município de São Paulo na Bienal Internacional de São Paulo.[carece de fontes?]
No início de sua carreira, atuou como gravador, passando logo depois a se dedicar à pintura. Algumas de suas esculturas encontram-se em espaços públicos, como Garatuja, de 1978, uma estrutura modulada, instalada na Praça da Sé, e Pincelada Tridimensional, 2000, no parque da Luz, ambas em São Paulo. A partir de 2001, suas pinturas realizadas são inspiradas nos códigos de barras, com  exploração de linhas verticais e seqüências numéricas.
Suas obras fazem parte de vários museus brasileiros - como a Pinacoteca do Estado de São Paulo, Museu de Arte Contemporânea  da USP, Pinacoteca do Estado do Paraná (Curitiba), Museu de Arte Brasileira da  FAAP (São Paulo), Museu de Arte Moderna do Rio de Janeiro, Museu de Arte Moderna de São Paulo - e do acervo artístico do Palácio dos Bandeirantes.
Marcello Nitsche faleceu em 12 de março de 2017, em São Paulo, vítima de insuficiência cardíaca e respiratória.